# Phrurolithus faustus
Phrurolithus faustus là một loài nhện trong họ Phrurolithidae.
Loài này thuộc chi Phrurolithus. Phrurolithus faustus được Kap Yong Paik miêu tả năm 1991.